# Винер-Нойштадт (округ)
Винер-Нойштадт (нем. Bezirk Wiener Neustadt Land) — политический округ в Австрии. Центр округа — город Винер-Нойштадт (в состав округа не входит). Округ входит в федеральную землю Нижняя Австрия. Занимает площадь 969,72  км². Население 71 909 чел. Плотность населения 74 человек/кв.км. 
Официальный код округа AT122.

## Общины
1. Бад-Фишау-Брунн
2. Бад-Шёнау
3. Бромберг
4. Эбенфурт
5. Эггендорф
6. Эрлах (Нижняя Австрия)
7. Феликсдорф
8. Гутенштайн
9. Хохнойкирхен-Гшайдт
10. Хохволькерсдорф
11. Хоэ-Ванд
12. Холлентон
13. Катцельсдорф
14. Кирхшлаг
15. Крумбах
16. Ланценкирхен
17. Лихтенег
18. Лихтенвёрт
19. Маркт-Пистинг
20. Матцендорф-Хёллес
21. Мизенбах
22. Муггендорф
23. Перниц
24. Рор-им-Гебирге
25. Шварценбах
26. Золленау
27. Терезинфельд
28. Вайдмансфельд
29. Вальдег
30. Вальперсбах
31. Вайкерсдорф-ам-Штайнфельде
32. Висмат
33. Винцендорф-Мутманнсдорф
34. Вёллерсдорф-Штайнабрюкль
35. Циллингдорф